# Ivan Krstitelj de La Salle
Ivan Krstitelj de La Salle (fra.: Jean-Baptiste de La Salle; Reims, 30. travnja 1651. – Rouen, 7. travnja 1719.), francuski reformator obrazovanja i svetac. Oosnivač je reda Školske braće.

## Životopis
Rodio se 30. travnja 1651. u Reimsu. Školovao se u rodnom gradu, a zatim odlazi na viši studij u Pariz. Za svećenika je zaređen 1687. godine, a doktorom teologije je postao 1680. Za života se posvetio radu s laicima te mladeži siromašnih obitelji. Za vrijeme velike gladi vlastiti imetak razdijelio je siromasima.
Osnovao je brojne škole za siromašnu djecu, gdje je školovanje bilo besplatno, na materinjem, a ne na latinskom jeziku. Glavna su mu djela "Dužnosti kršćanina" (1703.) i "Vođenje škola" (1717.). Umro je u Rouenu 7. travnja 1719. godine u kući matici Reda. Papa Lav XIII. ga je proglasio blaženim 9. svibnja 1865., a svetim 24. svibnja 1900. Njegov blagdan je bio 7. travnja. Papa Pio XII. ga je 1950. proglasio zaštitnikom svih predavača u svim školama, učitelja, nastavnika i profesora u privatnim, katoličkim, državnim školama i fakultetima.

## Vanjske poveznice
- ktabkbih.net